# ネクロマンサーの伝記
ネクロマンサーの伝記、あるいは魔力にまつわる傑人たちの物語 Lives of the necromancers or An account of the most eminent persons in successive ages who have claimed for themselves or to whom has been imputed by others the exercise of magical powers（1834）は、英国のジャーナリスト、アナーキスト、政治哲学者、小説家であるウィリアム・ゴドウィンによって書かれた最後の本であり、西洋と中東の歴史における超常現象の伝説に関して書かれている。1835年にエドガー・アラン・ポーによりレビューされた。

## 内容
序文は科学革命以前の中世において、迷信その他の神話的信念が、どのようにして生じたかの説明から始まる。
第1章は「人間の野心的本質」と題され、占い、手相、夢判断、くじ引き、妖精、薔薇十字団、神託、降霊術を含む多くの概念を簡単に説明している。
第2章では聖書から黒魔術や魔術の例を挙げている。例えば、ファラオが見た7 年間の豊穣と 7 年間の飢饉の夢については、「エジプトのすべての魔術師とすべての賢者」をもってしても解明できなかったとする。
第3章では、ギリシアの神々、半神、アルゴノーツ、そしてピタゴラスやソクラテスの特異な性質についての物語が展開される。ソクラテスについては、「彼は神から、自分や他人の身に危険が迫っていることについて何度も警告された」と述べている。
第4章ではローマを取り上げ、ウェルギリウスやロムルスなどに関する議論を展開する
第5章は、キリスト教における悪魔払いと、新約聖書における魔術の言及についてである。シモン・マグス、ネロ、魔術師エリマスなどを論じている。
第6章は第5章からの流れで、コンスタンティヌス帝の時代に起きた、黒魔術や呪術に影響を与えたある変化について取り上げている。
第7章では、東洋における黒魔術の歴史を取り上げ、千夜一夜物語やペルシャ神話などにも言及している。
第8章では、ヨーロッパの暗黒時代を取り上げ、マーリンや聖ドゥンスタンについて触れている。
第9章では、ヨーロッパとサラセン人について、教皇ベネディクト9世、教皇グレゴリウス7世、スコットランド王マクベス、ヴァージル、ロジャー・ベーコン、トマス・アクィナスなどに言及する。
第10章は「文字の復活」と題され、ジャンヌ・ダルク、リチャード3世 、エレノア・コバムについて触れられている。
第11章は「魔術に対する苦肉の策」と題され、魔女と疑われた者たちの迫害について書かれている。ファウストゥス博士、ルター、ハインリヒ・コルネリウス・アグリッパ、ノストラダムスなどについて言及されており、スウェーデンの魔女、ニューイングランドの魔女、ランカシャーの魔女についても具体的に論じている。
結びでは、世界各地で制定された呪術に対する刑罰をなくすための法律に触れている。たとえば1736年に制定されたイギリスの法律では、「呪術、魔術、魔法に対しては将来にわたって死刑訴追があってはならず、魔術によって占いや盗品を発見するふりをする者の処罰は、軽犯罪の範疇に限定する」と定められている。

## 参照
1. ↑  Una Pope-Hennessy (1934). Edgar Allan Poe, 1809–1849: A Critical Biography. Haskell House. p. 176
2. 1 2 3 4 5 6 7 8 9 10 11 12  Project Gutenberg 2022.